# گل مه
گل مه (نام علمی: Conoclinium) نام یک سرده از زیرخانواده کاسنی‌واریان است.